# Ламбдаизм
Ламбдаизм (термин происходит от греческой буквы λ) — довольно редкое фонетическое явление, при котором носители языка замещают (в результате фонетической эволюции или же иноязычного влияния — субстрата, суперстрата или адстрата) на л какой-либо иной согласный. Ламбдаизм известен со времен древнего Рима, где имел место переход d > l , скорее всего, под сабинским влиянием (* dacruma > lachryma/lacrima; * darix > larix; * devir > levir; * dingua > lingua; Odysseus > Ulixes). Та же разновидность ламбдаизма еще чаще наблюдается в языках пушту (Афганистан/Пакистан) и мунджанском (Афганистан). 
Другой вариант ламбдаизма (чередование š и l) имеет место в тюркских языках, прежде всего чувашском.